# Другой мир: Эволюция
«Другой мир: Эволюция» (англ. Underworld: Evolution) — американский боевик-ужастик 2006 года режиссёра Лена Уайзмана. Фильм является продолжением фильма 2003 года «Другой мир» и второй частью франшизы «Другой мир». Сюжет следует за Селеной и Майклом, которых снова играют Кейт Бекинсейл и Скотт Спидмен соответственно, когда они борются за защиту родословной Корвинуса от ее скрытого прошлого.

## Сюжет
Вначале показывают зрителю титры, которые рассказывают про причины начала войны между вампирами и оборотнями и братьев Корвинусов — Маркуса и Вильгельма.
Фильм начинается событиями, которые происходят в 1202 году в Венгерском королевстве.
Конная армия Дельцов Смерти во главе с тремя старейшинами клана вампиров (Виктор, Маркус Корвинус и Амелия) прибывает в разорённую лесную деревню, полную растерзанных человеческих тел. За это ответственен Вильгельм Корвинус — Первый оборотень, брат-близнец Маркуса, который успел схорониться на деревенской окраине. Маркус сожалеет о деяниях своего брата, и одновременно Виктор осуждает их со словами: «И снова мы стали свидетелями его злодеяний. Но нападения закончатся сегодня».
Маркус напоминает воеводе — вампиру о том, что после поимки Вильгельм должен быть передан ему целым и невредимым. Амелия предупреждает Виктора и Маркуса о том, что у них нет времени, иначе мёртвые деревенские жители превратятся в чудовищных оборотней. Виктор посылает солдат спалить всех мёртвых прежде, чем они станут оборотнями, и советует Маркусу держаться поближе к нему. Воины — вампиры под надзором Амелии начинают сжигать мертвецов, и двое из них по имени Иштван и Раду входят в хижину. Они пытаются сжечь тела убитых людей, но один из мертвецов вскакивает и вырывается наружу, где бежит по улице. От воздействия крика Дельца Смерти Иштвана «Начинается!» ошеломлённые воины — вампиры готовятся к бою, и одновременно Амелия убивает из арбалета мертвеца в момент его начальной трансформации в ликана. В итоге мертвецы мутируют в оборотней и нападают на воинов Виктора.
Происходит кровопролитная битва, в ходе которой Виктор приказывает Маркусу отступать к лесу, а сам получает сообщение от одного из своих воинов о том, что Вильгельм найден, но нужна помощь в его усмирении. Воевода — вампир приказывает Амелии поймать Вильгельма, и старейшина клана вампиров скачет с несколькими конниками на лесную опушку. Маркус видит это и пытается добраться до своего брата раньше, чем Амелия, но слишком поздно. На глазах у Маркуса Дельцы Смерти под руководством Амелии в ходе недолгой схватки побеждают Вильгельма. Но Маркус, видя, что воины — вампиры поранили и схватили Первого оборотня, возмущается и вступает в конфликт с Виктором со словами: «Он не должен был пострадать! Оставь его под мою ответственность, как мы и договаривались, или ты заплатишь за свой обман!» В ходе конфликта воины Виктора наставляют арбалеты против Маркуса, а Амелия оказывается на стороне Виктора. Сам воевода — вампир объявляет, что Вильгельм будет заточён в тайном месте навечно.
Далее фильм переходит к событиям нашего времени сразу после смерти главы ликанов Люциана от руки Крэйвена и старейшины клана вампиров Виктора от руки Селин. Причём показываются кадры из предыдущей части «Другого мира» и слышится рассказ самой Селин про их содержание.
Селин и Майкл прячутся в одном из лесных секретных убежищ вампиров и находят там запасы клонированной крови и труп ликана в цепях. Селин запасается боеприпасами и собирается вернуться в поместье Виктора — Ёрдёгхаз, чтобы предотвратить убийство Маркуса Крэйвеном. Майкл вынужден остаться, поскольку охрана поместья способна открыть по нему огонь, не вступая в переговоры, а времени терять нельзя: компьютерный терминал вампирского убежища предупреждает о скором восходе солнца, губительном для Селин. Причём перед уходом Делец Смерти предупреждает гибрида, что, если он не будет питаться кровью, то будет нападать на людей.
В поместье Крэйвен собрал отряд своих собственных солдат в составе 4 человек под предводительством Миклоша, чтобы убить Маркуса, пока он погружён в сон: Крэйвен знает, что проснувшемуся Старшему вампиру они не противники. Однако при открытии саркофага оказывается, что Маркус уже проснулся: кровь учёного — оборотня Синджа, пленённого Селин и затем убитого Виктором, попала в рот Маркуса, пробудив его. Он в облике огромной и чудовищной летучей мыши вырывается наружу из-под пола комнаты и убивает солдат Крэйвена своими крыльями. Регент — предатель открывает огонь по Маркусу из автомата, но вампир прибивает его к стене с помощью своих крыльев. Крэйвен понимает причину пробуждения Маркуса и хочет объясниться перед ним. Однако всё напрасно. Последний оставшийся в живых старейшина клана вампиров со словами «К чему мне слушать жалкую ложь, когда дорога к истине настолько сладостнее!» кусает Крэйвена в шею и просматривает содержащиеся в его крови воспоминания, а затем обезглавливает предателя. После он уничтожает всех, кто находился в поместье Виктора, а затем проникает в лабораторию вампиров, где Селин держала некоторое время Майкла, а затем пленила Синджа. Там вампир переживает воспоминания ликана — генетика, связанные с его пленением посредством Селин, а затем узнаёт о местонахождении Майкла и Селин при помощи терминала компьютерной системы наблюдения, связывающей в единую сеть все убежища вампиров: навыки использования компьютеров он приобрёл с кровью Крэйвена.
Майклу надоедает сидеть в убежище по приказу Селин, и он не может заставить себя пить кровь (даже клонированную). Он идёт в ближайшую столовую и заказывает еду. Врач — стажер начинает есть паприкаш из картофеля, но сталкивается с неприятностями. Во — первых, его пищеварительная система отвергает человеческую пищу (что странно, потому что он наполовину оборотень, а ликаны едят мясо), и, во — вторых, его показывают по телевизору как преступника. Как назло в столовой сидят два полицейских, которые его узнают. Стражи порядка нападают на Майкла, делая попытку задержать его. Однако он чуть не принимает форму гибрида и нападает на одного из полицейских, но затем вырывается наружу из столовой и бежит в лес. Одновременно Селин слышит шум крыльев летучей мыши — вампира, и возвращается в убежище, где, к своему удивлению, видит, что оно пусто. К тому времени полицейские уже преследовали Майкла по лесу и даже ранили его. Селин слышит звук полицейских выстрелов и приходит на помощь Майклу. Она нападает на полицейских, отключает их, а затем заставляет Майкла выпить немного её собственной крови (из запястья) для исцеления ран.
Маркус прилетает в окрестности убежища, используя свои крылья (именно их шум слышала Селин), и недобитые остатки полиции в ужасе обращаются в бегство. Селин начинает оправдывать перед Маркусом свои действия, но тот и сам признаёт, что Виктор и Крэйвен заслуживали, что получили. Однако Маркус хочет узнать секреты семьи вампирши, выпив её кровь, и потому со словами: «Или, возможно, это ты, Селин, как последняя из своей жалкой семьи, что-то скрываешь?» нападает на Дельца смерти. Майкл стреляет в него из уроненного вампиршей пистолета, всего лишь оглушив и давая Селин возможность бежать.
Селин и Майкл обращаются в бегство, покидая лес; на дороге они останавливают русский грузовик и силой отбирают его у водителя Ивана Богрова, который тут же скрывается бегством. Но вампир нагоняет беглецов, которые пытаются скрыться на грузовике, и вступает в бой с гибридом. Майкл борется с Маркусом, когда тот пытается забраться в кузов, и замечает, что Старший вампир норовит схватить амулет Люциана, который раньше принадлежал дочери Виктора Соне. Вампир делает попытку скинуть гибрида с грузовика, однако Майклу чудом удается удержаться. Маркус не оставляет попыток напасть на Селин, но получает от неё отпор. В частности, Делец Смерти стреляет несколько раз в старейшину и даже пытается его прижать к скале с помощью грузовика. Тут появляется солнце, и изрядно потрёпанный после боя с Майклом и Селин Маркус улетает прятаться в заброшенной шахте с целью восстановления своих сил. Затем он является на конюшню, где убивает лошадь и пьёт её кровь.
В то же время группа человеческих коммандос, называющих себя Уборщиками, перехватила полицейский сигнал о Майкле и вылетает на место действия на вертолёте. До этого они забрали тела Виктора, Люциана и Амелии, документировав место их убийства, и привезли их своему начальнику Лорензу Макаро на стоящий в порту военный корабль «Святая Елена», являющийся их базой. Макаро получает доклад от своих людей, во время которого видит на мониторе поместье Виктора, охваченное огнём, а затем говорит, что ковен вампиров Старого Света не был родным домом для Маркуса. Затем он уединяется в мертвецкой и рассматривает тело Люциана, вспоминая про то, что лидер ликанов всегда носил амулет на своей шее. Глава Уборщиков решительно вскрывает тело Виктора скальпелем и обнаруживает в его плоти полый металлический диск с древним орнаментом. Позднее Уборщики уничтожают убежище вампиров, куда приходит отряд полицейских, при помощи миниатюрной мины с часовым механизмом, сперва насыщающей воздух взрывчатым аэрозолем, а затем поджигающей его, создавая разрушительный объёмный взрыв.
Встаёт солнце и обжигает руку и лицо Селин, она не может больше вести грузовик. Майкл, который к тому времени уже принял человеческий облик и успел сесть в кабину водителя с амулетом в руках, накрывает её одеялом и сам рулит грузовиком, направляя его в гараж заброшенной мастерской, окна которой затем затемняет при помощи краски, разрывая металлическую упаковку оборотневыми когтями. Вампирша проникает в дальнее помещение гаража, а гибрид находит аптечку. Майкл стремится оказать Селин первую помощь, но её солнечные ожоги уже полностью зажили и так. Затем беглецы целуются и проводят время в интимной обстановке.
После проведённой ночи в мастерской Майкл интересуется у Селин, зачем Маркусу нужен амулет. Разглядывая амулет, Селин внезапно вспоминает, что уже видела его в детстве. При этом вампирша говорит гибриду: «Но я знаю, кто может помочь». Селин и Майкл едут на джипе к Андреасу Танису — бывшему историку клана вампиров, изгнанному Виктором и отправленному им же в ссылку в отдалённый, покинутый людьми монастырь в наказание за неправильное описание исторических событий. Теперь Селин подозревает, что труд Таниса был правдив, а Виктор опасался разглашения правды. Поскольку триста лет назад Селин лично принимала участие в изгнании историка, они с Майклом легко находят это древнее здание, но их ожидает масса сюрпризов. Изгнание Таниса более ничем не напоминает заточение: его монастырь снабжён мультимедийным акустическим центром, оснащён видеокамерами наружного наблюдения и защищён современной технологией, оборотнями-охранниками, а также двумя красивыми вампиршами — любовницами Таниса по имени Ольга и Грушенька. Тем временем историк развлекается с вампиршами, но затем видит через камеру видеонаблюдения Майкла и Селин.
Танис вступает в сражение с нежданными посетителями. В частности, Селин проваливается в подземный проход, где подвергается нападению оборотней, хотя и неудачному. Одновременно Майкл вступает в поединок со сторожевым оборотнем и, убивая его, проникает внутрь монастыря. Неожиданно Танис стреляет в проникшую в здание монастыря Селин, которая успевает вывести из строя вампирш — любовниц Андреаса, ультрафиолетовой пулей, но промахивается. Майкл появляется и нападает на историка, вынужденного признать своё поражение. По оружию и охране Селин определяет, что именно Танис был изобретателем ультрафиолетовых пуль и поставлял их Люциану и всему клану ликанов для войны против вампиров в те времена, когда Амелия управляла кланом вампиров. При этом Танис так объясняет это: «Я делал всё необходимое, чтобы выжить». В свою очередь, Селин признаётся в убийстве Виктора, так что историк понимает, что теперь несправедливость его изгнания ей известна. Андреас Танис вынужден раскрыть Селин и Майклу правду и для этого использует древние рукописи своей библиотеки.
Оказывается, что первым вампиром был именно Маркус, а не Виктор. Маркус был одним из трёх сыновей древнего венгерского военачальника Александра Корвинуса — предка Майкла и первого бессмертного. Однажды Маркуса укусила летучая мышь, и он стал вампиром; его брат-близнец Вильгельм одновременно был укушен волком и стал оборотнем. Первые оборотни не имели возможности превращаться в людей и не могли контролировать свою звериную ярость; нынешний клан ликанов является результатом их эволюции на протяжении поколений, а в прежние времена оборотни были значительно более опасны. Когда Вильгельм, став неуправляемым и навсегда оставшись в облике волка, сбежал от отца и брата и начал нападать на людей, превращая их в оборотней, Маркус пришёл к местному прославленному воеводе Виктору, который умирал от старости. Маркус предложил сделать Виктора и его армию вампирами, потребовав взамен их помощь в поимке Вильгельма. После поимки и заточения Вильгельма Виктором, совершённых посредством Амелии против воли Маркуса, Виктор узурпировал власть и стал фактическим главой клана вампиров, объявив при этом, что именно он является первым вампиром, а не Маркус. Виктор мог бы и убить Маркуса, однако Маркус поведал, что смерть первого вампира или оборотня приведёт к гибели рода вампиров или оборотней. Андреас Танис полагал, что это сведение является лживым, однако Виктору не хватало духу проверить его на истинность: возможная цена была слишком велика.
Виктор нанял отца Селин, своего личного архитектора, построить у себя в замке подземную тюрьму для Вильгельма. Ключ для тюрьмы состоит из двух частей: амулет (данный Виктором своей дочери Соне) и диск (спрятанный внутри самого Виктора). Однако после побега Люциана и бунта оборотней Виктор убил семью Селин, чтобы Маркус не смог узнать, где тюрьма. Однако в памяти Селин осталось с детских времён местоположение тюрьмы; именно поэтому Маркус стремился испить её крови.
Андреас Танис предлагает Майклу и Селин встретиться с Лорензом Макаро, который может помочь им против Маркуса. Перед уходом Селин забирает из арсенала историка часть оружия и боеприпасов, в том числе несколько миниатюрных мин с часовым механизмом, действующих на основе взрывчатого аэрозоля. Однако после их ухода Маркус также является в монастырь и убивает Таниса, выпив всю его кровь и узнав о местонахождении Макаро и частях ключа от тюрьмы брата — близнеца.
На причале, указанном Танисом, Селин и Майкла ведут на встречу с Макаро на его корабль. Встретив главу Уборщиков, Селин узнаёт герб на его кольце, содержавшийся в древней рукописи из библиотеки Таниса. Подлинное имя этого человека — Александр Корвинус, Первый бессмертный, он использует лучших воинов мира, из которых создал что-то вроде спецназа для сокрытия войны вампиров и оборотней от взора людей.
Однако даже прекрасно зная, во что превратились его сыновья и какое потомство породили, Александр отказывается причинять им вред и упрекает Селин в её же деяниях.
Маркус, следуя почерпнутым из крови Таниса сведениям, отыскивает корабль своего отца и нападает на людей Корвинуса-старшего, а затем хватает Майкла с помощью крыла и бросает в воду возле причала. После жестокой схватки он распинает Майкла на металлических штырях причала, после чего жизнь покидает гибрида, а амулет оказывается в руках вампира. Селин, несмотря на совет Александра Корвинуса не вступать в поединок с вампиром, бьётся с Маркусом, однако брат Первого ликана побеждает Дельца смерти и прибивает её же руку. Затем Маркус пьёт немного крови Селин и узнаёт из неё массу сведений — как современных (ночь в мастерской), так и значительно более древних детских воспоминаний, в том числе и о местонахождении подземной тюрьмы, в которой Виктор когда-то заточил Вильгельма. Маркус поднимается на судно к отцу и, будучи в человечьем облике, начинает беседовать с бессмертным, который уже спрятал часть ключа от темницы Вильгельма у себя в карманах и приготовился к встрече.
Отец и сын спорят о своём месте в мире, о своём предназначении. Маркус утверждает, что бессмертные имеют полное право захватить мир. Александр считает, что все бессмертные — странная игра природы, и они не должны существовать; он также предвидит, что освобождение Вильгельма приведёт к бесконтрольному росту числа первоначальных звероподобных оборотней. Маркус признаётся в стремлении породить новую расу бессмертных, которые будут поклоняться ему, словно божеству, а затем пронзает Корвинуса-старшего своим крылом и его же собственным мечом со словами: «У настоящего Бога нет отца». Обыскав Александра, отцеубийца забирает диск, извлечённый из плоти Виктора, и дополняющий амулет, чтобы составить ключ к месту заточения своего брата-близнеца. Однако Корвинус-старший перед смертью предрекает своему сыну неудачу.
Впоследствии Маркус прилетает в расположенный в Карпатских горах заброшенный замок Виктора и проникает в полузатопленное подземелье. Он принимает человеческий облик и находит место заточения Вильгельма Корвинуса. Затем Первый вампир освобождает своего брата из заточения и мирится с ним.
Одновременно шокированная исходом поединка Маркуса и Майкла Селин пытается оживить гибрида с помощью своей крови, но всё напрасно. Главный Уборщик Александра Сэмюэл ведёт Селин к умирающему бессмертному по его приказу. Александр делает надрез ножом на своей руке и просит Селин выпить кровь, ещё оставшуюся в нём, после чего она станет «будущим» — единственной надеждой остановить сыновей Корвинуса-старшего. Делец Смерти пьёт кровь Бессмертного и вместе с Уборщиками улетает на вертолёте догонять Маркуса, забирая с собою тело Майкла, а Александр взрывает свой корабль вместе с собой.
Прибыв в заброшенный замок Виктора, под которым и находится тюрьма, Селин и Уборщики идут в подземелье. Причём вампирша находит сделанный ею в детстве на стене рисунок в виде солнца и вспоминает те далёкие времена, когда она, будучи маленькой девочкой, бегала по замку Виктора и держала в руках ключ от места заточения Вильгельма. Делец Смерти и её сопровождение видят, что тяжёлая плита, закрывавшая склеп, поднята, и металлический саркофаг распахнут. И тут внезапно братья Корвинусы нападают на вампиршу и десант. Маркус дерётся с Селин, пока его брат нападает на людей Корвинуса — старшего — Паркса и Гапку. Маркус удивлён новой силой Селин, но чувствует на ней запах крови отца. Используя ключ и перед этим дав несколько залпов в вампира, она замуровывает Маркуса в склепе, опустив плиту. Затем Делец Смерти находит остатки спецназа и ищет вместе с ними Вильгельма. Последний успешно нападает на Сэмюела и его помощника Гринуэя и вступает в бой с вампиршей. Во время схватки с Вильгельмом Селин использует аэрозольные мины и подрывает потолок подземелья замка, позволяя зависшему в воздухе вертолёту Уборщиков впоследствии начать расстрел Первого оборотня из авиационного пулемёта. Но одновременно на вампиршу нападают спецназовцы, пострадавшие от Вильгельма и ставшие примитивными оборотнями.
Резервы организма Майкла, гибрида оборотня и вампира, позволяют ему ожить в этот момент, и он прыгает в подземелье замка через пролом, держа в ладони металлический трос, при помощи которого вертолётчики могли бы вытащить его обратно. Майкл легко побеждает звероподобных оборотней, одному из них он вырывает сердце из груди своими когтями. Селин приходит в удивление от увиденного, однако вмешиваются братья Корвинусы. Вильгельм нападает на гибрида, а Маркус в облике летучей мыши, используя свою необычную даже для вампира мощь, вырывается наружу из склепа и использует трос, чтобы притянуть вертолёт. Вертолёт падает с небес таким образом, что его лопасти, ещё вращающиеся в вертикальной плоскости, проникают через пролом в подземелье замка и создают смертельную мясорубку. Селин начинает драться с Маркусом, пока Майкл борется с Вильгельмом. Майкл побеждает и отрывает Первому оборотню челюсть. В ярости и отчаянии Маркус пронзает тело Селин остриём одного из своих крыльев и говорит, что Виктору нужно было её тоже убить вместе с её семьёй. Селин, однако же, отламывает жало и пронзает им голову Первого вампира. Затем она толкает его на быстро вращающиеся лопасти вертолёта, размалывающие плоть Маркуса на куски.
Солнце незаметно встало, и Селин с удивлением смотрит, как её рука пребывает на свету без вреда.
В эпилоге фильма мы видим, как Майкл и Селин обнимаются и целуются.

## В ролях
| Актёр           | Роль                                                                                |
| --------------- | ----------------------------------------------------------------------------------- |
| Кейт Бекинсэйл  | Селин Делец (Рыцарь / Вестник) Смерти / Гибрид штамма Корвинуса                     |
| Скотт Спидмэн   | Майкл Корвин Гибрид                                                                 |
| Тони Карран     | Маркус Корвинус Родоначальник клана вампиров, Старейшина вампиров                   |
| Дерек Джейкоби  | Александр Корвинус (Лоренцо Макаро) Первый бессмертный, глава организации Уборщиков |
| Брайан Стил     | Вильгельм Корвинус Родоначальник клана оборотней                                    |
| Майкл Шин       | Люциан Лидер ликанов                                                                |
| Шэйн Бролли     | Крэйвен Регент - предатель клана вампиров                                           |
| Билл Найи       | Виктор Старейшина клана вампиров                                                    |
| Зита Гёрёг      | Амелия Старейшина клана вампиров                                                    |
| Стивен Макинтош | Андреас Танис Историк клана вампиров                                                |
| Джон Манн       | Сэмюэл Главный уборщик                                                              |

Роль Селин в детстве сыграла дочь Кейт Бекинсэйл и Майкла Шина Лили Мо Шин.

## Релиз
Премьера фильма в США состоялась 20 января 2006 года, в России — 9 февраля.

## Прием

### Театральная касса
Фильм занял первое место на 3 207 экранах с кассовыми сборами в выходные (20–22 января 2006 года) в размере 26,9 миллиона долларов, в среднем 8 388 долларов за кинотеатр. По состоянию на 12 марта 2006 года фильм собрал в общей сложности 62,3 миллиона долларов в США и 111,3 миллиона долларов во всём мире.

### Критический ответ
Другой мир II: Эволюция получил смешанные отзывы от зрителей и негативные от критиков. По состоянию на 31 августа 2021 года фильм имеет общий рейтинг одобрения на Rotten Tomatoes 17% на основе 104 обзоров. Консенсус сайта гласит: «Этот сиквел вампира-оборотня, представляющий собой визуальное и слуховое нападение на чувства, создает много шума и представляет собой деспотическую, чрезмерно запутанную историю». Аудитория, опрошенная CinemaScore, поставила фильму среднюю оценку. "B+" по шкале от A+ до F. Несколько сцен из фильма были показаны на панели Comic-Con в Сан-Диего в июле 2005 года; однако эти сцены не содержали никаких сюжетных спойлеров сценария, а посетители были проинформированы о новых гибридах только художником-постановщиком Патриком Татопулосом. Предварительный просмотр был хорошо принят, поскольку сотни фанатов часами ждали, чтобы увидеть отрывок из фильма, а также Кейт Бекинсейл и других звезд.
Жаннет Катсулис из The New York Times раскритиковала «стальной синий фильтр» фильма и описала его как «монотонный шквал созданных компьютером меха и клыков». Питер Хартлауб из San Francisco Chronicle начал свой обзор со слов: «Вы можете сказать, что «Другой мир: Эволюция» пытается быть художественным боевиком-ужасом, потому что каждая сцена залита синим цветом», продолжая говорить, что фильм является «замечательной попыткой проверить границы жанра». хотя это сбивает с толку и не интересно смотреть.

## Приквел и продолжение
Следующий фильм серии, приквел «Другой мир: Восстание ликанов», изображает предысторию, которая привела к войне между вампирами и ликанами в первом и втором фильмах. Четвертый и пятый фильмы, сиквелы «Другой мир: Эволюция» под названиями «Другой мир: Пробуждение» и «Другой мир: Войны крови» были выпущены 20 января 2012 года и 6 января 2017 года соответственно.